# Медицинский институт Московского университета
Медицинский институт (1819—1863) — учебное заведение в составе Императорского Московского университета.

## История
Медицинский институт был создан при Московском университете в соответствии с постановлением Министерства духовных дел и народного просвещения от 19 апреля 1819 года. В 1819—1820 годах были созданы медицинские институты также при Виленском и Дерптском университетах. Идея создания трёх медицинских институтов при университетах, где уже были профессора, учебные пособия, клинические базы принадлежала генералу С. К. Вязьмитинову, который сформулировал основную цель работы медицинских институтов, как подготовку и выпуск врачей с правом на клиническую практику. 
Медицинский институт Московского университета предназначался для решения задачи подготовки лекарей в течение четырёхлетнего курса обучения. Основным автором учебной программы являлся профессор М. Я. Мудров, ставший первым директором института. 
Учебный процесс в Медицинском институте был построен таким образом, что для студентов института читались сокращённые курсы естественных наук, а трёхлетний курс подготовки по собственно врачебным дисциплинам они проходили вместе со студентами медицинского факультета Московского университета. Значительное расширение объёма клинической подготовки для потребовало увеличения коечной мощности клинической базы университета и увеличения занятий у постелей больных, внедрения в учебный процесс самостоятельную работу студентов с больными.  
25 сентября 1820 года состоялось открытие нового здания для медицинского института на Никитской улице. В здании разместились казённокоштные воспитанники (100 человек) и осуществлялся приём больных (50 коек). В институт без ограничения принимались выходцы из податных сословий, составляющие большую часть его воспитанников. 
Существование Медицинского института при Московском университете было закреплено в Уставе 1835 года и Дополнительных правилах о медицинском факультете Московского университета (1845), но было упразднено Университетским уставом 1863 года.